# Eugenio García Zarza
Eugenio García Zarza (Salamanca 1 de julio de 1938- Salamanca, 27 de abril de 2019), fue catedrático de Geografía Humana de la Universidad de Salamanca.  
Trabajó sobre diversos campos de la Geografía Humana (Geografía Descriptiva, Historia local y provincial, Demografía cuantitativa, aspectos socio-urbanos, actividades industriales, Turismo, divulgación general...).  
Fue un convencido defensor de la riqueza monumental, paisajística y cultural de la ciudad y la provincia de Salamanca.  
Fue presidente del Centro de Estudios Salmantinos y del Centro de Iniciativas Turísticas de Salamanca.  
Dirigió el Servicio de Publicaciones de la Universidad de Salamanca.  
Académico Correspondiente de la Real Academia de Historia.  
Miembro del Consejo de Administración de GRUPOSA, Sociedad editora de La Gaceta de Salamanca. 

## Reseña biográfica
Nació en el pueblo salmantino de Calzada de Don Diego, donde su padre era maestro. El sexto de diez hermanos. Empezó su carrera docente como maestro nacional y fue catedrático de instituto, antes de convertirse en profesor adjunto de Geografía en la Facultad de Geografía e Historia de la Universidad de Salamanca, donde dio clases durante 42 cursos hasta su jubilación, en 2008. Obtuvo la cátedra de Geografía Humana en 1989.  
Fue concejal de Cultura por el CDS entre 1987 y 1991.  

## Distinciones
- Premio Nacional Fin de Carrera. Universidad de Salamanca.
- Cruz de Alfonso X El Sabio.
- Premio Villar y Macías del Centro de Estudios Salmantinos.
- Doctor honoris causa por la Universidad de Sao Paulo.
- Cruz del Mérito Militar (Consejo Superior de la Defensa Nacional, CESEDEN)

## Libros
- “Aspectos geográficos de la población y de las construcciones rurales salmantinas”.  1971. Universidad de Salamanca.
- “El aprovechamiento hidroeléctrico salmantino-zamorano”. 1972. Universidad de Salamanca.
- “Australia. El territorio, su historia, población y economía.”  1976.Universidad de Salamanca.
- ”Salamanca. Evolución, estructura demográfica, forma de poblamiento y otros aspectos demográficos. 1900-1970”. 1976.
- “Origen histórico del latifundismo salmantino” 1978. Centro de Estudios Salmantinos.
- ”China. Estudio de Geografía Humana”. 1981. Ed. Almar.
- “ La emigración en Castilla y León. Causas, características y consecuencias”. 1983. Junta de Castilla y León.
- “La actividad universitaria salmantina. Su influencia geográfica en la ciudad”. 1986. Ediciones Universidad de Salamanca.
- ”La Armuña Chica. Estudio de Geografía Humana”. 1989. Diputación Provincial de Salamanca.
- “Paisajes y pueblos de Castilla y León”. 1994. Edic. Lancia.
- “Salamanca. Paisajes y pueblos”.1995. Universidad de Salamanca.
- “Salamanca. Tierras y gentes. La provincia y sus comarcas". 1995. La Gaceta Regional.
- “La ciudad en Cuadrícula o Hispanoamericana. Origen, evolución y situación actual" 1996. Instituto de  Estudios de Iberoamérica. Universidad de Salamanca.
- "Geografía del Envejecimiento. La 3ª Edad en Castilla y León". 1998. Junta de Castilla y León. Salamanca.
- “Aspectos geográficos del ruido en las ciudades medias. El caso de Salamanca”. 1999. Centro de Estudios Salmantinos.
- “El Camino del Castellano. Una ruta literario-turística, desde la cuna, S. Millán, hasta Alcalá de Henares". 2000. Centro de Iniciativas Turísticas de Salamanca.
- Salamanca. Rutas turísticas provinciales. Variadas e interesantes. 2001. Centro de Iniciativas Turísticas de Salamanca.
- Salamanca. Un Museo en al calle. 2003. Centro de Iniciativas Turísticas. Salamanca.
- La Peña de Francia. Un lugar cerca del cielo. Geografía, Historia y Paisaje. 2003. Centro de Estudios Salmantinos.
- La Ruta de las fortificaciones fronterizas. Mudos testigos de la Historia. 2004. Centro de Iniciativas Turísticas de Salamanca.
- Salamanca. Un Museo en la calle. Geografía, Historia y Paisaje urbanos. 2005. Ayuntamiento de Salamanca.
- Ruta colombina en Salamanca. Interés cultural y turístico. 2006. C.I.T. de Salamanca.
- La Actividad turística Salmantina. Análisis, problemática y perspectivas. 2007. C.I.T. Salamanca. Junta de Castilla y León.
- Ruta  del Lazarillo de Tormes: De Salamanca, Universitaria  a Toledo, Ciudad Imperial. Importancia cultural y turística. 2008. C.I.T. Salamanca.
- La Plaza Mayor de Salamanca. Importancia urbana y espacio público para la modernización urbana, social y turística. 2010. C.I.T. de Salamanca.
- Ruta de los conventos de la Sierra de Francia. Lugares con encanto. Importancia paisajística e interés cultural y turístico. 2011. C.I.T. de Salamanca.
- La inmigración en Castilla y León. Soluciones y problemas. 2012. C.I.T. de Salamanca.
- Ruta unamuniana salmantina. Salamanca en la vida y obra de Miguel de Unamuno. 2015. C.I.T. de Salamanca.
- La fachada universitaria salmantina, mucho más que la rama. 2016. C.I.T. de Salamanca.
- Alba de Tormes. Ducal y teresiana. 2018. C.I.T. de Salamanca.